# Legorreta
Legorreta est une commune du Guipuscoa dans la communauté autonome du Pays basque en Espagne.

## Géographie
Legorreta fait partie de la comarque de Goyerri et se situe à 40 kilomètres de la capitale Saint-Sébastien. La ville est traversée par l'autoroute du Nord N-I. La plus grande partie du territoire de la commune est de type montagneuse et entre les différents monticules s'écoulent différents ruisseaux sauf dans l'étroite vallée de la rivière Oria où se situe l'essentiel des habitations de la commune à 150 mètres au-dessus du niveau de la mer sur la partie gauche de la rivière. L'altitude de la commune oscille entre 868 mètres du mont Murumendi et les 130 mètres aux berges de la rivière Oria.

## Histoire
Les premiers noyaux d'habitation connus datent des années 1200 avec  Sebastian de Legorretazarra, natif de ce village et militaire de l'armée de Lope de Haro, comte et seigneur de Biscaye, au service du roi Ferdinand III de Castille lors de la prise de Baeza en 1227.
En 1399, le village de Legorreta s'unit à Villafranca (de nos jours Ordizia) et reprendra son indépendance de Villafranca en 1615. A cette date, Legorreta acquiert le titre de « Ville Noble et Loyale » par Privilège Royal du 4 février 1615. Pour cela, il a fallu que les 108 familles purent payer au Roi 25 ducats en plus des 150 ducats pour l'écriture. Ce document, représente en fait le plus ancien recensement connu de Legorreta.

## Personnalités
- Mikel Lasa (1971): footballeur international.
- José Ramón Soroiz : acteur de théâtre, cinéma et télévision.
- Patxi Ezkiaga (1943): écrivain en langue basque.
- Juan de Oriar : fut secrétaire du roi Philippe III d'Espagne.
- Saioa Garin : chanteuse et compositrice.

### Sources
- (es) Cet article est partiellement ou en totalité issu de l’article de Wikipédia en espagnol intitulé « Legorreta » (voir la liste des auteurs).